# أومو
أومو: سرد لمجموعة من المغامرات في البحار الجنوبية هو الكتاب الثاني للكاتب الأمريكي هيرمان ملفيل، نُشر أول مرة في لندن عام 1847، وتتمة لكتابه الأول عن البحر الجنوبي تايبي (بالإنجليزية: Typee)، ويعتمد أيضًا على تجربة الكاتب في منطقة جنوب المحيط الهادي. بعد مغادرة الشخصية الرئيسية لجزيرة نوكا هيفا، تبحر على متن سفينة لصيد الحيتان تشق طريقها إلى هايتي، وتحدث ثورة بعد ذلك تؤدي إلى أسر ثلث الطاقم على جزيرة تاهيتي. عام 1949، حُولت الرواية إلى فيلم في سينما الاستغلال يحمل عنوان أومو-أومو، إله القروش.

## الخلفية
في مقدمة كتاب أومو، يدَّعي ميلفيل أن الكتاب سيرة ذاتية، ومكتوب بالاعتماد على «ذكريات بسيطة» لبعض تجاربه في المحيط الهادي في أربعينيات القرن التاسع عشر، وعزز سرد القصة مرات عديدة أمام العائلة والأصدقاء ذلك. لكن اكتشف عالم عمل في أواخر ثلاثينيات القرن العشرين أن ميلفيل لم يعتمد على ذاكرته ببساطة، وكشف الكثير من المصادر الأخرى التي اعتمد عليها أثناء تأليف الكتاب.

أجرى الباحث هاريسون هايفورد دراسة مفصلة لهذه المصادر، وفي مقدمة طبعة عام 1969 لكتاب أومو، لخص ممارسات الكاتب ليظهر أن الكتاب إعادة لعملية مستخدمة في روايات تايبي:
«غير الحقائق والتواريخ، ودرس الأحداث، وفهم المسائل الخارجية، واخترع مواقف، ونسب تجارب الآخرين إلى نفسه. لم يرتكب السرقة الأدبية البحتة لأنه لطالما أعاد كتابة المقاطع التي أخذها من غير إذن وحسنها بشكل طفيف. فكان يكتب الحكاية بناءً على ذكرياته وقصصه الملفقة، ثم يستخدم بعض الكتب كمصادر لاستخراج الفصول التي كتبها، ولإغناء فصول جديدة أضافها في مواقع مختلفة من النص».

## تاريخ النشر
نشر جون موراي الكتاب لأول مرة في لندن في 30 مارس من عام 1847. في الولايات المتحدة، طُبع جزء منه في 24 أبريل من عام 1847، في مجلة ذا ليتراري وورد، وأُطلقت نسخة كاملة من قبل دار نشر هاربر براذرز في 1 مايو من العام نفسه.
تضمنت سلسلة مكتبة الوطن والاستعمار، التي تم التسويق لها وبيعها في جميع أرجاء الإمبراطورية البريطانية، كتابي تايبي وأومو. وُضع اسم ميلفيل فيها إلى جانب مؤلفين آخرين معروفين، واتضح أن هذا الحدث كان مهمًا جدًا لزيادة نسبة مبيعاته وتحسين سمعته. «أكَد وجود ميلفيل في السلسلة شهرة عمليه الأولين بين جيلين أو ثلاثة من قراء اللغة الإنجليزية حول العالم».

## روابط خارجية
- أومو على موقع الموسوعة البريطانية (الإنجليزية)